# Ivan Prokofjevič Alferov
Ivan Prokofjevič Alferov (rusko Иван Прокофьевич Алфёров), sovjetski generalporočnik, * 1898, † 1979.

## Življenje
Ob izbruhu operacije Barbarossa je bil načelnik štaba 2. strelske divizije (1941) in 4. armade (1941-42).
Leta 1942 je postal poveljnik 288. strelske divizije in še istega leta je prevzel poveljstvo 6. gardnega strelskega korpusa; leta 1944 je postal poveljnik 109. strelskega korpusa.
Upokojil se je leta 1951.